# Мусаба, Ричи
Ричи Эфраим Мусаба (нидерл. Richie Ephraim Musaba; род. 6 декабря 2000, Неймеген, Гелдерланд) — нидерландский футболист, полузащитник эстонского клуба «Левадия».

## Клубная карьера
Воспитанник нидерландских клубов «Эвейк», НЕК и «Витесс». С весны 2017 года выступал за вторую команду «Витесса» в третьем дивизионе Нидерландов. 12 мая 2019 года сыграл дебютный матч за основной состав «Витесса» в рамках высшего дивизиона Нидерландов против «Де Графсхап» (6:1), вышел на замену на 82-й минуте вместо Навароне Фора, а на 88-й минуте забил свой первый гол. Этот матч остался для игрока единственным в составе «Витесса».
Летом 2020 года перешёл в «Фортуну» (Ситтард) и сразу же был отдан в аренду в клуб первого дивизиона «Дордрехт», где в течение сезона сыграл 36 матчей и забил 6 голов, однако клуб финишировал на последнем месте. Летом 2021 года вернулся в «Фортуну» и в ходе следующего сезона провёл 7 матчей в высшем дивизионе, в трёх из них выходил в стартовом составе. Осенью 2022 года играл на правах аренды за клуб первого дивизиона «ТОП Осс», где только 4 раза выходил на замену и в январе 2023 года вернулся обратно. Летом 2023 года покинул «Фортуну» в статусе свободного агента, когда клуб воспользовался опцией одностороннего разрыва контракта.
В начале 2024 года перешёл в эстонский клуб «Левадия» (Таллин). Дебютировал в чемпионате Эстонии 2 марта 2024 года в матче против «Транса» и в этой же игре забил свой первый гол. С «Левадией» стал обладателем Кубка Эстонии 2023/24 и сыграл первые матчи в еврокубках.

## Личная жизнь
Родители родом из Конго. Брат-близнец Энтони Мусаба также футболист.